# Kung och dam
Kung och dam är ett kortspel som hör till rummy-familjen, en grupp besläktade spel som alla har en likartad spelmekanism och som går ut på att bilda vissa kombinationer av korten. 
I kung och dam är målet för spelarna att under spelets gång så fort som möjligt gruppera de kort man har på handen i kombinationer, bestående av minst tre kort av samma valör eller av minst tre kort i följd i samma färg. Så snart någon av spelarna genomfört detta avslutas spelet.  Minuspoäng delas ut för alla okombinerade kort. Från denna poängsumma görs avdrag för de kungar och damer som ingått i kombinationer.